# Йоксимович, Милан
Милан Йоксимович (серб. Милан Јоксимовић; род. 9 февраля 1990, Титово-Ужице) — сербский футболист, защитник сербского клуба «Нови-Пазар».

## Клубная карьера
Начинал свою карьеру в «Слободе» из своего родного города Ужице. Затем перебрался в «Инджию», вместе с которой в 2010-м году занял первое место в сербской первой лиге. 30 октября 2010 года в её составе дебютировал в Суперлиге, выйдя в стартовом составе на игру с «Чукаричками», а на 81-й минуте уступив место на поле черногорцу Ненаду Джуровичу.
Затем выступал в нескольких сербских клубах «Спартак» (Суботица), «Единство Путеви», «Металац» (Горни-Милановац). Летом 2017 года подписал контракт с белорусской «Городеей», где зарекомендовал себя в основе. В декабре 2017 года по окончании контракта ушёл из «Городеи». Сезон 2018 года провёл в исландском клубе «Акюрейри».
В январе 2019 года стало известно, что сербский защитник вернётся в «Городею». В сезоне 2019 года регулярно играл на позиции левого защитника. В декабре 2019 года продлил контракт с «Городеей» на сезон 2020 года. В июле 2020 года по соглашению сторон покинул клуб и перебрался в латвийскую «Лиепаю».
В июле 2021 года вернулся в Сербию, став игроком клуба «Нови-Пазар».